# Costa Scott
|  |

La costa Scott (en inglés, Scott Coast) es el sector más meridional de la costa de la Tierra de Victoria sobre el mar de Ross en la Antártida. Se extiende desde el cabo Washington (74°39′S 165°25′E / -74.650, 165.417) que separa las bahías Terra Nova y Wood, límite con la costa Borchgrevink, hasta el acantilado Minna (78°31′S 166°25′E / -78.517, 166.417), un promontorio rocoso en la entrada de la bahía Moore que penetra en la barrera de hielo Ross y forma el límite con la costa Hillary.
La costa Scott es reclamada por Nueva Zelanda como parte de la Dependencia Ross, pero esa reclamación solo es reconocida por unos pocos países y desde la firma del Tratado Antártico en 1959, lo mismo que otras reclamaciones antárticas, ha quedado sujeta a sus disposiciones, por lo que Nueva Zelanda ejerce actos de administración y soberanía sobre el territorio sin interferir en las actividades que realizan otros estados en él.
La costa Scott se halla al oriente de los macizos de las montañas Transantárticas, límite entre los dos grandes sectores en que se divide el continente, por lo que se halla en la Antártida Occidental. Entre esos macizos costeros se hallan las montañas Prince Albert, las colinas Kukri y las cordilleras Kirkwood, Convoy, Clare, Asgard, de la Royal Society, y Britannia. Entre los glaciares que separan esos macizos se hallan el Campbell, el Priestley, el Reeves, el Larsen, el David (que forma la lengua de hielo Drygalski sobre el mar de Ross), el Mawson, el Fry, el Mackay, el glaciar pedemontano Wilson paralelo a costa, el Ferrar, el Blue, y el Koettlitz.

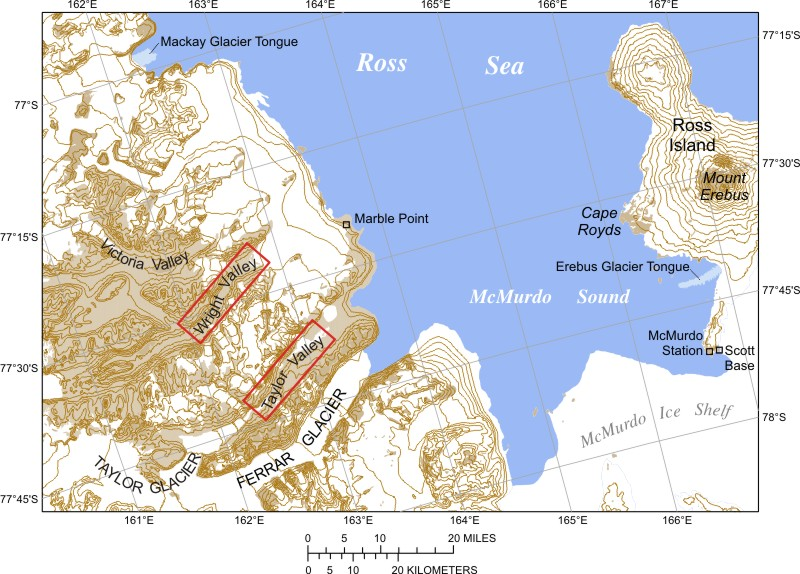
Mapa del estrecho de McMurdo y los valles secos.

En la costa Scott se hallan los valles secos de McMurdo, que son una serie de valles perpendiculares a la costa que se encuentran en proximidades del estrecho de McMurdo, que tienen un nivel de humedad extremadamente bajo, por lo que representan la región más grande de la Antártida que se halla libre de hielo. En esos valles se halla el lago Vida y el río Ónix, el más largo de la Antártida. Frente a los valles, separada por el estrecho de McMurdo (que marca el comienzo de la barrera de hielo Ross), se halla la isla de Ross que contiene los volcanes Erebus y Terror. Al sur de esa isla en la barrera de hielo se hallan las islas Black y White, y al norte en mar abierto se encuentra la isla Franklin.
El nombre fue dado por el New Zealand Antarctic Place-Names Committee en 1961 en honor al capitán Robert Falcon Scott de la Royal Navy, líder de la Expedición Discovery (1901–1904) y de la Expedición Terra Nova (1910-1913), durante la cual murió luego de retornar del Polo Sur. 

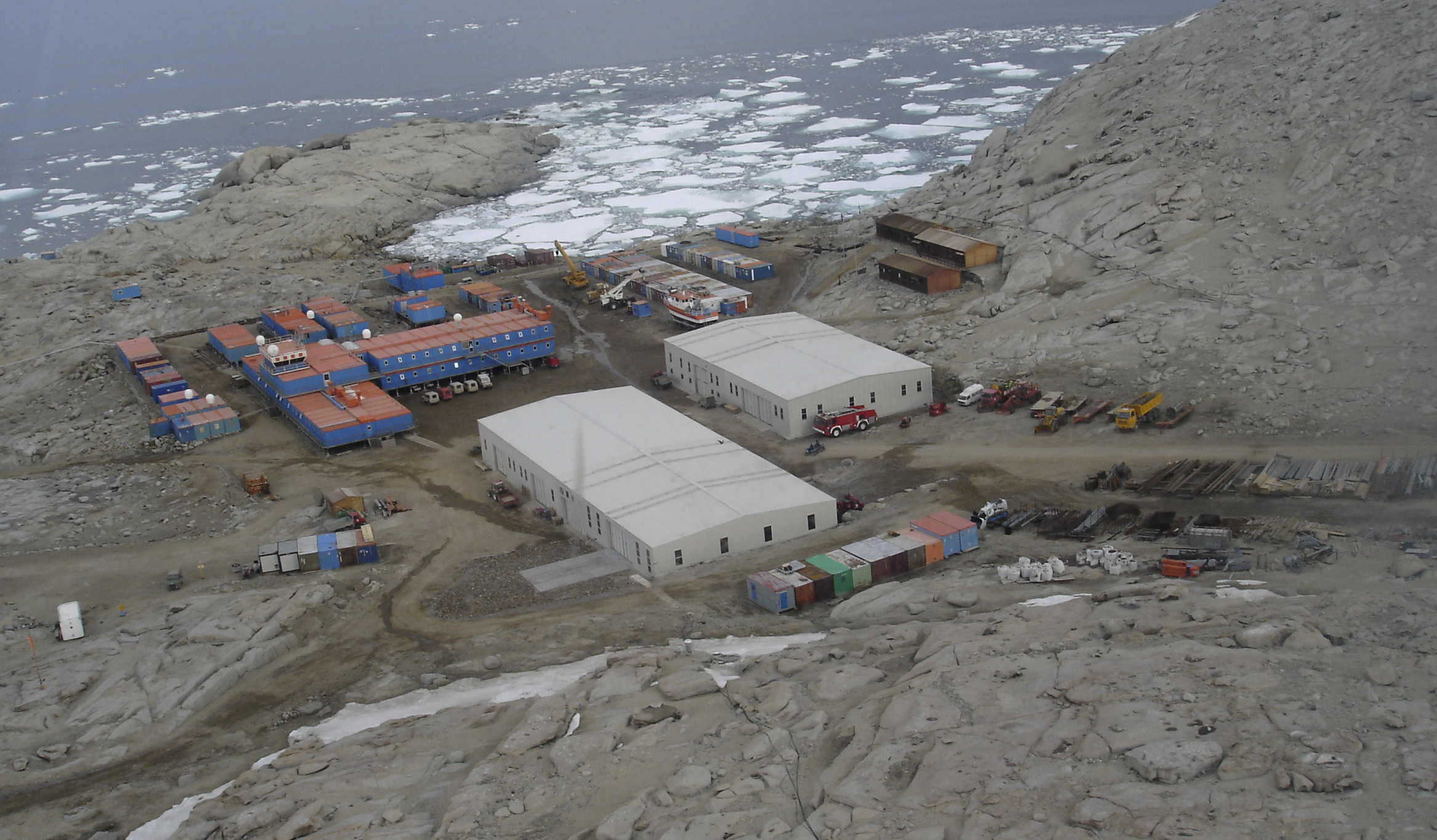
Base Mario Zucchelli desde el aire.

En 1985 Italia fundó en la bahía Terra Nova de esta costa la Base Mario Zucchelli, que opera en temporada estival. En la isla de Ross se halla la Base McMurdo de los Estados Unidos y la Base Scott de Nueva Zelanda.